# ポール＝マリー・エンビット
ポール＝マリー・エンビット（Paul-Marie Yembit、1917年12月22日 – 1979年）は、ガボンの政治家。1961年から1966年までガボン共和国副大統領を務めた。

## 経歴・人物
1917年12月22日、ムッサンブー（Moussambou）に生まれる。民族はバプヌ人（プヌ人）。地方のカトリック神学校で教育を受ける。その後、ランバレネの公立中等学校に学ぶ。学業を終えたエンビットは1943年から1952年までムイラで働いた。ングニエ州選出の地域議会議員となる。1957年3月、立法議会議員にも選出された。ガボン民主連合（ガボン民主ブロック、ガボン民主党の前身）に参加し、農業・家畜大臣も務めた。1961年2月、副大統領に就任し、アルベール＝ベルナール・ボンゴ（後の第2代大統領オマール・ボンゴ・オンディンバ）と交代する1966年まで務めた。

## 参考
- Darlington, Charles Francis; Darlington, Alice B. (1968), African Betrayal, New York, New York: D. McKay Co., OCLC 172139.
- Gardinier, David E. (1994), Historical Dictionary of Gabon (2nd ed.), Metuchen, New Jersey: Scarecrow Press, ISBN 0-8108-1435-8, OCLC 7462387.